# Trần Văn Cường
Trần Văn Cường (sinh ngày 10 tháng 11 năm 1964) là một Đại tá Quân đội nhân dân Việt Nam và chính trị gia người Việt Nam. Ông hiện là đại biểu Quốc hội Việt Nam khóa XIV nhiệm kì 2016-2021, thuộc đoàn đại biểu quốc hội tỉnh Đồng Tháp, Trưởng ban Tổ chức Tỉnh ủy Đồng Tháp, nguyên Trưởng ban Nội chính Tỉnh ủy Đồng Thápnguyên Chỉ huy trưởng Bộ Chỉ huy quân sự tỉnh Đồng Tháp, nguyên Chính uỷ Bộ Chỉ huy quân sự tỉnh Đồng Tháp, Ủy viên Ủy ban Pháp luật của Quốc hội. Ông đã trúng cử đại biểu Quốc hội năm 2016 ở đơn vị bầu cử số 1, tỉnh Đồng Tháp gồm có thành phố Hồng Ngự và các huyện: Tân Hồng, Hồng Ngự, Tam Nông.

## Xuất thân
Trần Văn Cường sinh ngày 10 tháng 11 năm 1964 quê quán ở xã Nhị Mỹ, huyện Cao Lãnh, tỉnh Đồng Tháp.
Ông hiện cư trú ở thị trấn Mỹ Thọ, huyện Cao Lãnh, tỉnh Đồng Tháp.

## Giáo dục
- Giáo dục phổ thông: 12/12
- Cử nhân Khoa học xã hội và nhân văn, cao cấp quân sự
- Cao cấp lí luận chính trị

## Sự nghiệp
Ông gia nhập Đảng Cộng sản Việt Nam vào ngày 25/5/1986.
Ông từng là đại biểu hội đồng nhân dân huyện Cao Lãnh nhiệm kỳ 2006-2011.
Khi ứng cử đại biểu Quốc hội Việt Nam khóa 14 vào tháng 5 năm 2016 ông đang là Tỉnh ủy viên, Đại tá,
Chính uỷ Bộ Chỉ huy quân sự tỉnh Đồng Tháp, làm việc ở Bộ Chỉ huy quân sự tỉnh Đồng Tháp.
Ông đã trúng cử đại biểu quốc hội năm 2016 ở đơn vị bầu cử số 1, tỉnh Đồng Tháp gồm có thành phố Hồng Ngự và các huyện: Tân Hồng, Hồng Ngự, Tam Nông, được 196.367 phiếu, đạt tỷ lệ 60,31% số phiếu hợp lệ.
Ông nguyên là Đại tá, nguyên Chỉ huy trưởng Bộ Chỉ huy Quân sự tỉnh Đồng Tháp, nguyên Chính ủy Bộ Chỉ huy quân sự tỉnh Đồng Tháp.
Ông nguyên là Trưởng ban Nội chính Tỉnh ủy Đồng Tháp
Chiều ngày 04/12/2020, được bổ nhiệm giữ chức Trưởng ban Tổ chức Tỉnh ủy Đồng Tháp. Uỷ viên Ủy ban Pháp luật của Quốc hội.
Ông đang là trưởng ban ở Ban Tổ chức Tỉnh ủy Đồng Tháp.